# 松本三郎
松本 三郎（まつもと さぶろう、1931年10月4日 - 2009年3月5日）は、日本の国際政治学者。慶應義塾大学名誉教授。法学博士。専門は、中国外交、アジア国際政治学、東南アジア学。

## 経歴
大日本帝国台北州生まれ。広東や東京で幼年期を過ごした後、1945年の東京大空襲をきっかけに愛媛県宇和島市に疎開。1950年、愛媛県立宇和島東高等学校卒業、同年東京大学理科Ⅱ類に入学。1954年、東京大学教養学部国際関係論科卒業。
1955年、慶應義塾大学大学院法学研究科政治学専攻修士課程入学。英修道に師事する。1963年、同博士課程修了。1975年、学位論文『中国の東南アジアに対する政策』で慶應義塾大学より法学博士の学位を取得。
1965年、慶應義塾大学法学部専任講師、1967年同助教授、1972年、同教授。1993年、慶應義塾退職、防衛大学校教授、第6代防衛大学校校長（1993年-2000年）。1997年、慶應義塾大学名誉教授。2000年、防衛大学校退官。
2002年、勲二等瑞宝章を受勲。
アジア政経学会理事長（1985年-1987年）、日本国際政治学会理事長（1970年-1996年）、日本安全保障・危機管理学会会長（2006年-2009年）などを歴任した。

## 著書

### 単著
- 『中国外交と東南アジア』（慶應義塾大学法学研究会、1971年）

### 共編著
- （福永安祥）『東南アジアの展望』（勁草書房、1980年／新版、1986年）
- （大畠英樹・中原喜一郎）『テキストブック国際政治』（有斐閣、1981年／新版、1990年）
- （川本邦衛）『東南アジアにおける中国のイメージと影響力』（大修館書店、1991年）
- （川本邦衛）『ベトナムと北朝鮮――岐路に立つ二つの国』（大修館書店、1995年）